# Kuttenbach (Schwarzwasser)
Der etwa 6,5 km lange Kuttenbach ist ein Fließgewässer im Erzgebirgskreis in Sachsen und ein rechter Zufluss des Schwarzwassers am Ortsrand von Aue-Bad Schlema. Sein Unterlauf im Bärengrund nach seinem einzigen größeren Zufluss wird auch Rumpelsbach genannt.

## Geographie

### Verlauf
Der Kuttenbach entsteht nördlich von Bernsbach in einer größeren Waldlichtung aus dem Zusammenfluss einiger darin entspringender Gräben. Von dort fließt er in nordwestlicher Richtung, begleitet von einer schmalen Wiesenaue, die durch querende Riegel des beidseits der Talsenke stehenden Waldes unterbrochen wird. Dort erstreckt sich entlang des Baches das 65 ha große Naturschutzgebiet Kuttenbach. Über das nordwestliche Ende der Wiesenaue spannte sich von 1898 bis 1977 das Viadukt Kuttenbachtal, auch Raumwiesenbrücke genannt, das nach Stilllegung der Bahnstrecke Zwönitz–Scheibenberg nicht mehr benötigt wurde; die Widerlager stehen heute noch. Am Ende der Sonntagswiese erreicht er seinen nördlichsten Punkt, danach fließt er in geschlossenem Wald in südwestlicher Richtung, wird im Kuttenteich angestaut und nimmt gegen Ende seines Mittellaufs von links den kürzeren Fallbach (historische Bezeichnung Rumpelsbach) auf, einen Waldbach, der in richtungsstabilerem Lauf ungefähr von Ostsüdosten kommt und nördlich von Oberpfannenstiel entspringt.
Nach einem weiteren Laufabschnitt im Wald im sogenannten Bärengrund setzt in Ortsnähe von Aue-Bad Schlema rechtsseits der Wald aus, der Bach fließt nun immer mehr südwärts und unterquert die Staatsstraße S 255. Flussabwärts des Steinbruchs am Unterhang des Eisensteins mündet der Kuttenbach schließlich an der Nickelhütte Aue von rechts in den Unterlauf des Schwarzwassers, das wenig abwärts in Aue selbst in die Zwickauer Mulde mündet.

### Einzugsgebiet
Der Kuttenbach fließt überwiegend im Wald und auch sein Einzugsgebiet ist größtenteils von Wald bedeckt. Die größten Höhen nahe dem Ursprung erreichen über 710 m ü. NHN. Rechtsseits des Mittellaufes steht der 574 m ü. NHN hohe Hirnschädel, der über den tieferen Hirschknochen südwestwärts nach Aue hin abfällt, linksseits des Fallbachs der 579 m ü. NHN hohe Hirschberg, dessen südwestlicher Sporn Eisenstein sich bis zum Schwarzwasser-Ufer kurz vor dem Zufluss des Kuttenbachs hinabzieht.
Reihum grenzen die Einzugsgebiete folgender Nachbargewässer an:
- Im Nordwesten fließt nahe und etwa parallel der Lößnitzbach zur Zwickauer Mulde abwärts von Aue, im Norden dessen linker Zufluss Aubach, im Nordosten wiederum dessen Zufluss Grüner Bach;
- im Südosten entsteht nahe am Quellgebiet des Kuttenbachs der Fischbach, der über den Oswaldbach  kurz vor deren Mündung in das Schwarzwasser in die Große Mittweida entwässert;
- im Südwesten jenseits des Hirschbergs laufen einige vergleichsweise kurze, bei Oberpfannenstiel entstehende Bäche zum Schwarzwasser.

## Bergbau
Der Kuttengrund ist ein altes Bergbaugebiet, die letzte Grube wurde 1927 stillgelegt. Der im 18. Jahrhundert als Kunstteich errichtete Kuttenteich diente als Betriebwasserreservoir für das Vitriolwerk, die Schmelzhütte sowie ab 1840 zur Aufschlagwasserversorgung der Kuttenzeche. Der Teich hat eine Länge von 72 Metern und eine Breite von 52 Meter, sein Damm ist fünf Meter hoch. Durch die Täler des Kutten- und Fallbaches führt heute ein Bergbaulehrpfad.